# NGC 6105
NGC 6105 (другие обозначения — MCG 6-36-13, ZWG 196.23, NPM1G +35.0367, KUG 1615+350B, PGC 57716) — спиральная галактика с перемычкой (SBa) в созвездии Северная Корона.
Этот объект входит в число перечисленных в оригинальной редакции «Нового общего каталога».